# تمريض جراحي

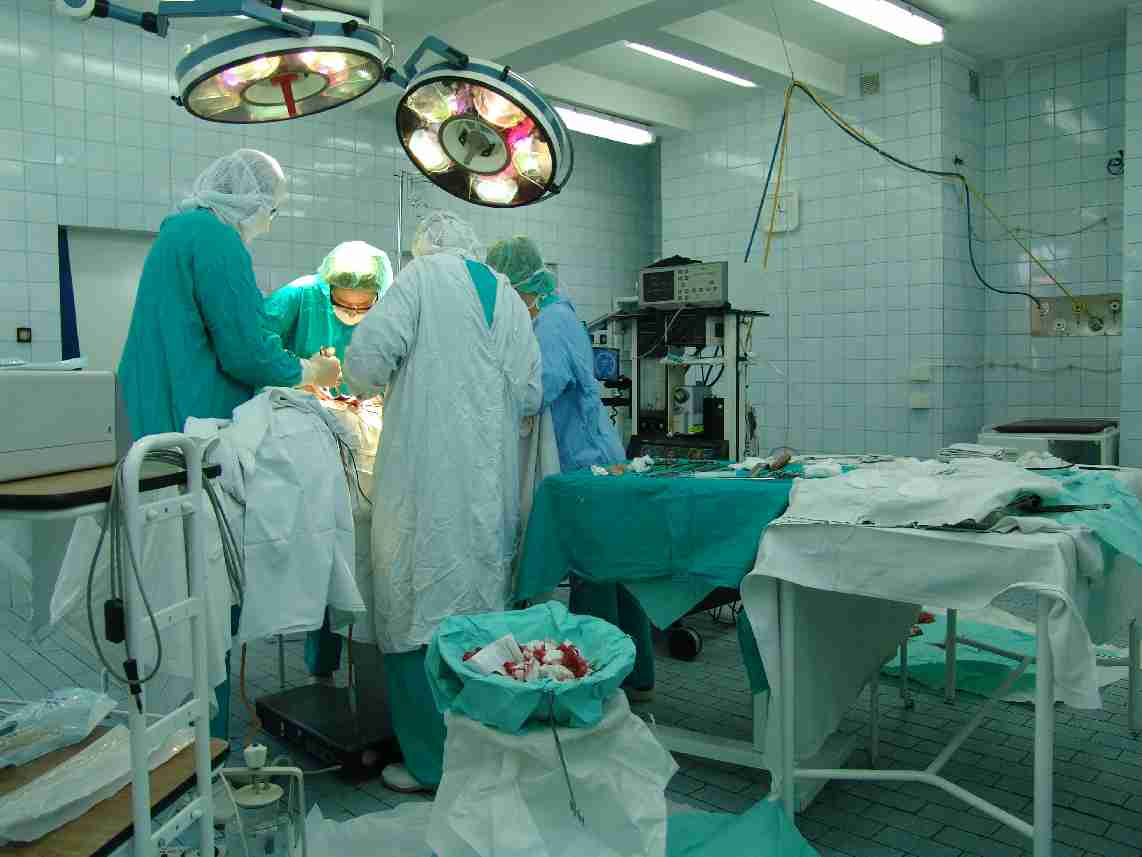

ممرض الجراحة هو الممرض الجراحي وأيضاً يعني المصطلح بإنه الممرض الميداني أو القائم بعمليات التعقيم والتنظيف، هو مختص في تقديم الرعاية للمرضى قبل العمليات وخلالها وبعدها.
قبل العملية على الممرض الجراحي المساعدة في تحضير المريض وغرفة العمليات، خلال العملية يقوم بمساعدة التخدير والجراح أينما تم الحاجة، أخر مرحلة هي بعد العملية وخلالها يُزود المريض بالرعاية اللازمة والمناسبة.
الممرض الذي يريد أن يتخصص في الجراحة عليه أن يرتاد مدارس تمريضية خاصة. ويجب عليه أيضا النجاح بامتحانات تقدمها الحكومة أو تمنحها مجالس تمريضية ويجب تغطية مراحل متعددة ومستمرة من التعليم والتدريب.
الممرض الجراحي يمكن أن يتدرب ويعمل في عدة أنواع من الجراحة:
- الجراحة العامة (إزالة الزائدة الدودية، المرارة).
- جراحة الأوعية (دوالي الساقين).
- القولون وجراحته (عمل فتحات الإخراج).
- جراحة الأورام (عمليات الثدي، الأورام).
- جراحة العظام (زراعة ركبة أو مفصل، ترميم الكسور).
- الجراحة البولية (عمليات البروستات).
- العمليات اليومية (التي يخرج بعدها المريض بعد 24 ساعة).
- الممرض الجراحي مسؤول عن 6 حالات حسب طبيعة القسم، والحالات الجراحية الأكثر حاجة تحتاج إلى ممرض أو ممرضين للحالة الواحدة.